# Clavulina viridula
Clavulina viridula é uma espécie de fungo pertencente à família Clavulinaceae.